# Гагарин, Григорий Григорьевич (1850—1918)
Князь Григо́рий Григо́рьевич Гага́рин (1850 — 8 января 1918) — член I Государственной думы от Московской губернии, камергер.

## Биография
Происходил из древнего княжеского рода. Отец Григорий Григорьевич Гагарин (1810—1893) — художник-любитель, исследователь искусства, архитектор, вице-президент Императорской Академии художеств, обер-гофмейстер Высочайшего двора.
Окончил юридический факультет Санкт-Петербургского университета.
Занимался сельским хозяйством и общественной деятельностью. Избирался гласным Московского губернского земского собрания и Клинским уездным предводителем дворянства (1893—1902). Был пожалован придворными званиями камер-юнкера и камергера (1895). По политическим взглядам был близок к правому крылу «Союза 17 октября».
26 марта 1906 года на общем собрании выборщиков Московского губернского избирательного собрания был избран членом I Государственной думы от Московской губернии. Входил во фракцию октябристов.
В 1917 году состоял в чине статского советника.
Умер в 1918 году.